# Історичні провінції Франції
Терміном «провінція» у сьогоденній Франції послуговуються для полегшення визначення географічного (культурного, етнологічного, історичного, а іноді й адміністративного) поділу Франції, до розподілу країни на департаменти, що його було впроваджено 1790 року.
Слово «провінція» у французькій в його сучасному розумінні з'явилось у XV столітті й стало все більше поширюватись як в офіційних документах, так і в загальному вжитку або в просторіччі. Але в будь-якому столітті в будь-якому словнику визначення цього слова досить нечітке, тоді як здавалося б цей термін є найпоширеніший для визначення певної територіальної одиниці. Географи, навіть з числа найвідоміших, неоднозначно трактували поняття або суть слова «провінція», тому чисельні списки й мапи з переліком провінцій Франції не збігаються повністю між собою і їх не можна точно зіставити.
Проте, до революції Франція розподілялась на територіальні округи або одиниці, що виникли як результат значних історичних, географічних і етнічних відмінностей, що призвели до практики утворення різних категорій територіальних одиниць, таких як метрополії, провінції, діоцези, герцогства, баронства, губернаторства, штати, елекції, генеральства, інтендатства, парламенти, землі, судові округи і т. д., що супроводжувались вказівкою на регіон, з яким іноді збігалися за назвою, але не за географічним покриттям. Таким чином, географічно, юрисдикція парламенту Артуа не збігалася за територією з юрисдикцією губернаторства Артуа, або з територіальним покриттям інтендантства Артуа.
Установчі збори 1789 року, після скасування всіх сеньйоріальних прав у різних регіонах (класових превілеїв дворянства й духівництва), вирішили заснувати одноманітний уніфікований територіальний устрій (департаменти) у такий спосіб, щоб новий поділ був однаковий для різних функцій держави — військової, релігійної, фіскальної, адміністративної, освітньої, судової тощо. Місто, що було вибрано центром кожного департаменту, мало зосередити місцеперебування органів управління вказаними функціями, а також містити префектуру, трибунал, університет, військову установу, резиденцію єпископа, біржу, шпиталь, ярмарок тощо.

## Галли: найдавніші часи
Галлію заселяли близько сотні народів (300 за Йосипом Флавієм), дуже різних за своїми звичаями. Юлій Цезар називав кожне з цих незалежних об'єднань civitas — цивітас — окремий вид громадянства підданих Риму, громада, місто, але не малося на увазі саме «місто», йшлося про особливу територіальну одиницю, яка в свою чергу ділилась на паги (лат. pagi, pagus). Численні малі галльські народи були так званими «клієнтами» своїх більш могутніх сусідів, тобто залежали від них. Це можна назвати першим відомим поділом Галлії.

## Римські провінції: устрій

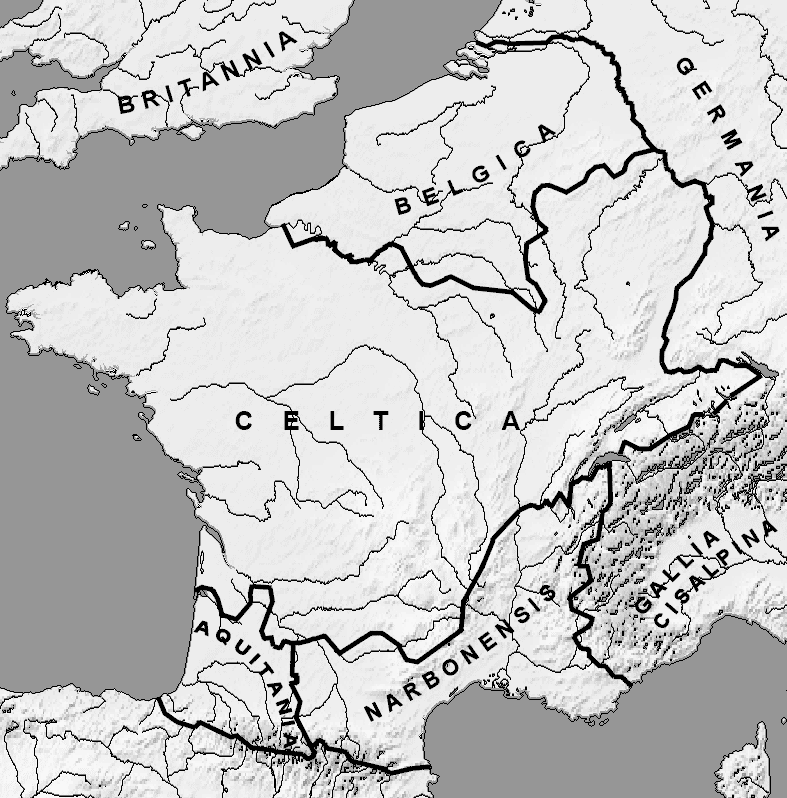
Частини Галлії (58 до н. е.)

Етимологія латинського слова «провінція» (pro vincire) — завойовані землі. Кожна римська провінція (provincia) в Галлії мала чітке правове визначення, чітко визначені межі й кодифіковану адміністративну структуру. Кількість провінцій, їх організація й їхні межі часто зазнавали змін упродовж 5 століть; кожну очолював претор або проконсул. Цезар розділив Галлію, окрім Провансу, що вже належав Риму й звався Нарбонська Галлія, на 3 провінції: Аквітанію, Бельгіку й Кельтику. За 4 століття римського панування кількість провінцій зросла з 3 до 11, що було обумовлено розширенням імперії, розділенням провінцій, що вже існували.
У середньовічну добу, з розвитком феодалізму, територія сучасної Франції розподілялась на провінції за певними функціями, цей розподіл, з деякими змінами, зберігався до Французької революції.

## Церковні провінції
Основною церковною одиницею територіального поділу Франції була єпархія. Єпархії об'єднувались у метрополії, а складалися з діоцезів, що в свою чергу складалися з парафій. Метрополії також називались провінціями, бо їх було засновано ще за існування римських провінцій, що в них після занепаду імперії перші єпископи затвердили свою владу.
Церковні територіальні одиниці, завдяки сердньовічному праву «мертвої руки», були найдавнішими і стабільними. Так зване право мертвої руки — це заборона на відчуження церковного майна й земель. Значних змін церковний територіальний поділ Франції зазнав лиш у 1802 році.

## Судові одиниці— парламенти, бальяжі та сенешальства
Залежно від свого права, звичаїв і мови, землі корони поділялись на землі писаного права (територія відома сьогодні як Окситанія) і землі неписаного права (Північ Франції). Кожна з цих частин включала в себе певну кількість парламентів, до компетенції кожного парламенту входила відповідна судова округа, в якій парламент представляв функції королівського суду, означені округи звалися бальяжами (на півночі) і сенешальствами (на півдні країни), у деяких округах певні території послуговувались самобутніми правовими звичаями.

## Фіскальні одиниці— штати, елекції, фінансові округи і інтендантства
Фінансові округи тотожні провінції, але не завжди збігаються за територією. Елекціями звались фінансові округи, де представник королівського уряду розподіляв податки за допомогою виборних осіб. Деякий час представники королівського уряду певної одиниці обирались Генеральними Штатами, звідси й назва — елекція, з французької l’élection. Штатами звались округи, або провінції, де зберігся інститут провінціальних Штатів, до обов'язків яких входили переговори з владою відносно суми податків, яку необхіно зібрати у провінції.

## Військові одиниці— військові намісництва

Французьке королівство в 1180 році. Королівський домен позначено блакитним, володіння Анжуйської династії - червоним

Феоди, що безпосередньо підпорядковувались короні (герцогства, графства, марки), надавали їй військову допомогу. Окрім герцогства Франція, що згодом стало королівським доменом, шість найбільших феодів мали статус перства:
• три герцогства — Аквітанське, Гасконське, Нормандське;
• три графства — Тулузьке, Фландрське, Шампанське.
Їхні володарі вважались виборцями королів Франції, разом із шістьма церковними перами:
• три єпископи-герцоги: Реймський, Ланський, Лангрський;

• три єпископи-графи: Бовезький, Шалонський, Нуайонський.
Кількість великих феодів з ходом історії змінювалось (спадщина, конфіскації, завоювання, втрати, договори), і збільшилось з остаточним приєднанням Прованського графства та Бургундського, Бретонського та Лотаринзького герцогств. У деяких випадках такі феоди просто повернулись до корони, що їй вони раніше й належали, наприклад Бургундія, що нею колись володів брат Гуго Капета. В інших випадках це реальні придбання, як от Савойське герцогство, Корсика, Конта-Венессен (Комітат Венессен), графство Ніцца, що належали Священній Імперії або Святому Престолу.
На відміну від церковних територіальних одиниць, обсяг військових коливається протягом всієї історії залежно від володінь їх власників, або політичних змін. Так, Гасконське герцогство зникає в XII столітті, а Нормандське герцогство поділено на два військові намісництва).
Під кінець існування королівської влади, або так званого Старого режиму, у Франції (за винятком заморських територій) існувало 36 намісництв, що їхньою головною функцією була оборона. Тридцять шість намісництв, відповідно до числа провінцій, підпорядковували собі всі феоди і землі вавасерів, що також являли собою округи з функціями оборони і маршальського суду, рекру́цького набору, будівництва гарнізонів, арсеналів і за́мків, а також розглядали всі питання щодо дворянства, геральдики і т. д.
Ці тридцять шість намісництв відповідають (разом з областями, що їх було приєднано до Франції з 1791 року) переважно то́му, що зараз прийнято називати історичними областями Франції.

### Перелік історичних провінцій Франції
Список історичних провінцій з їх адміністративними центрами і роком приєднання до королівського домену або до Франції:

Історичні провінції Франції

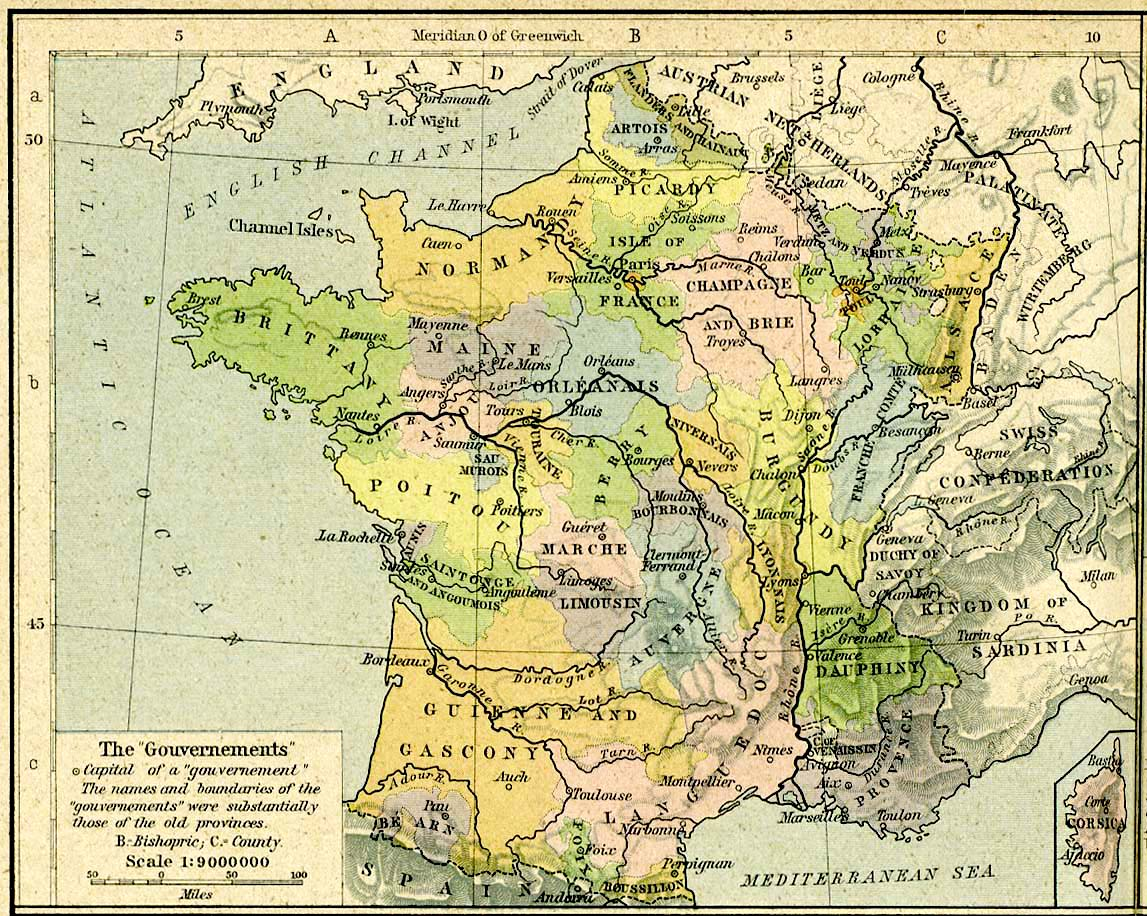
Намісництва Франції (1789)

1. Іль-де-Франс (Париж): Ця провінція походить від домену короля Франції, тобто території, що належала королям Франції як прямому сеньйору. Саме ця провінція давала титул короля Франції. У 1999 Анрі Орлеанський прийняв титул герцога Франції, що посилався лише на Іль-де-Франс і не відносився до самої Франції, як країни.
2. Беррі (Бурж): Ця провінція походить від Бурзького віконтства, придбаного в 1101.
3. Орлеане (Орлеан): Ця провінція походить від Орлеанського графства, що належало королівському домену з обранням на королівство першого капетинзького короля Гуго Капета в 987 році.
4. Нормандія (Руан): Нормандське герцогство, утворене у 911 для Роллона, одного з очільників вікінгів (норманів), приєднано до королівського домену в 1204.
5. Лангедок (Тулуза): Тулузьке графство приєднано до королівського домену в 1271.
6. Ліонне (Ліон): Ліонське графство, приєднано до Франції 1313 року.
7. Дофіне (Гренобль): В'єннський дофінат, приєднано до Франції в 1349 році.
8. Шампань (Труа): Шампанське графство, приєднано до королівського домену як результат шлюбного союзу у 1285.
9. Оніс (Ла-Рошель): лен Аквітанії, приєдно до Франції у 1371.
10. Сентонж (Сент): Сентонзьке графство приєднано у 1371 році.
11. Пуату (Пуатьє): Пуатевінське графство, один з ленів Аквітанії, приєднано у ХІІІ ст.
12. Аквітанія (Бордо): Аквітанське герцогство, засноване за Меровінгів, втрачено Французьким королівством в 1152 в результаті розлучення короля і шлюбом герцогині Аліеонор Аквітанської з королем Англії, повернено Францією в 1416, до 1789 складалося з герцогств Гієнь і Гасконь.
13. Бургундія (Діжон), Бургундське герцогство після загибелі Карла Сміливого в 1477 році.
14. Пікардія (Ам'єн) — 1482.
15. Анжу (Анже) — Анжуйське графство в 1482 році.
16. Прованс (Екс) — Провансальське графство в 1482 році.
17. Графство Ангумуа (Ангулем) — 1514.
18. Бурбонне (Мулен): походить від Бурбонського графства, ввійшло у королівський домен у 1527 році.
19. Ла-Марш (Гере): Ла-Марське графство приєднано до королівського домену у 1527 році.
20. Бретань (Ренн): походить від Бретанського герцогства, об'єднано з Францією у 1532.
21. Мен (Ле-Ман): походить від Менського графства, приєднано до королівського домену 1584.
- Графство Перш (Ножан-ле-Ротру) — у 1789 належало до намісництва Мен-і-Перш.

22. Турень (Тур): походить від Турського графства, приєднано у 1585.
23. Лімузен (Лімож) — приєднано у 1589.
24. Фуа (Фуа): походить від Фуаського графства, приєднано у 1607.
25. Овернь (Клермон-Ферран) — Овернське графство, герцогство за Меровінгів, графство за Каролінгів, у королівському домені з 1457.
26. Беарн (По) — походить з Беарнського віконтства, приєднано до домену короля в 1620.
27. Ельзас (Страсбург) — ландграфство Верхній Ельзас приєднано до Франції у 1648.
28. Графство Артуа (Аррас) — Артуа було частиною різних утворень, як і графство Фландрія, було частиною Іспанських Нідерландів під владою Габсбургів, приєднано до Франції 1659 року.
29. Руссільйон (Перпіньян): походить від Руссільйонського графства, приєднано у 1659 році.
30. Фландрія (Лілль) — провінція включала «французьку Фландрію» — частину Еноського і Камбрезького графств. До приєднання до Франції у 1668 належала до Іспанських Нідерландів.
31. Франш-Конте (Безансон) — колишнє Бургундське графство (не плутати з Бургундським герцогством), приєднано у 1678.
32. Велике намісництво Лоррен-і-Барруа — об'єднання стародавніх провінцій Єпископства Мец (1648), герцогства Лотарингія і Бар (Нансі).
33. Корсика (Аяччо) — відсутня на мапі, володіння Генуї, приєднано до Франції у 1768.
34. Ніверне (Невер) — хоча герцогство Ніверне й залежало від Французького королівства, не входило у королівський домен у 1789.
• Території сьогоденної Франції, що не входили до її складу в 1789:
35. Конта-Венессен (Карпантра) — папський лен (феод) — 1791. Також місто Авіньйон, папський лен. Оранське князівство (Оранж) приєднано до Франції у 1713.
36. Мюлузька республіка — приєднано пізніше до швейцарських кантонів, 1798.
37. Савоя (Шамбері) — походить від Савойського герцогства, володіння Сардинського королівства, 1860.
38. Гафство Ніцца (Ніцца) — володіння Сардинського королівства, 1860.
39. Князівство Монбельяр (Монбельяр) — 1793.